# Desa Sawit (administrativ by i Indonesien, Jawa Barat)
Desa Sawit är en administrativ by i Indonesien.   Den ligger i provinsen Jawa Barat, i den västra delen av landet, 80 km sydost om huvudstaden Jakarta.